# 本任放還
本任放還（ほんにんのほうかん）は、日本の律令制において官人の交替手続を終え、前任者がそれまで務めていた官職（本任）に関する責任を果たし終えたことを後任者が認めて釈放（放還）すること。

## 概要
本来であれば、本任放還を済ませていない者が次の官職に就くことが出来なかったが、遥任国司の場合には現地に着任していないため、本任放還そのものが生じなかった。また、平安時代に入ると、新しく任ぜられた国司が前任地での本任放還の遅れで赴任も遅延すことを嫌った朝廷が、任符（補任の太政官符）に請印を行って発効させ、赴任を促す事例もあった。